# Maikäferkaserne
Maikäferkaserne wurde die Kaserne des Garde-Füsilier-Regiments der Preußischen Armee in Berlin genannt. Der halboffizielle Name des Regiments, „die Maikäfer“, übertrug sich im Volksmund auf seine Kaserne.

## Geschichte

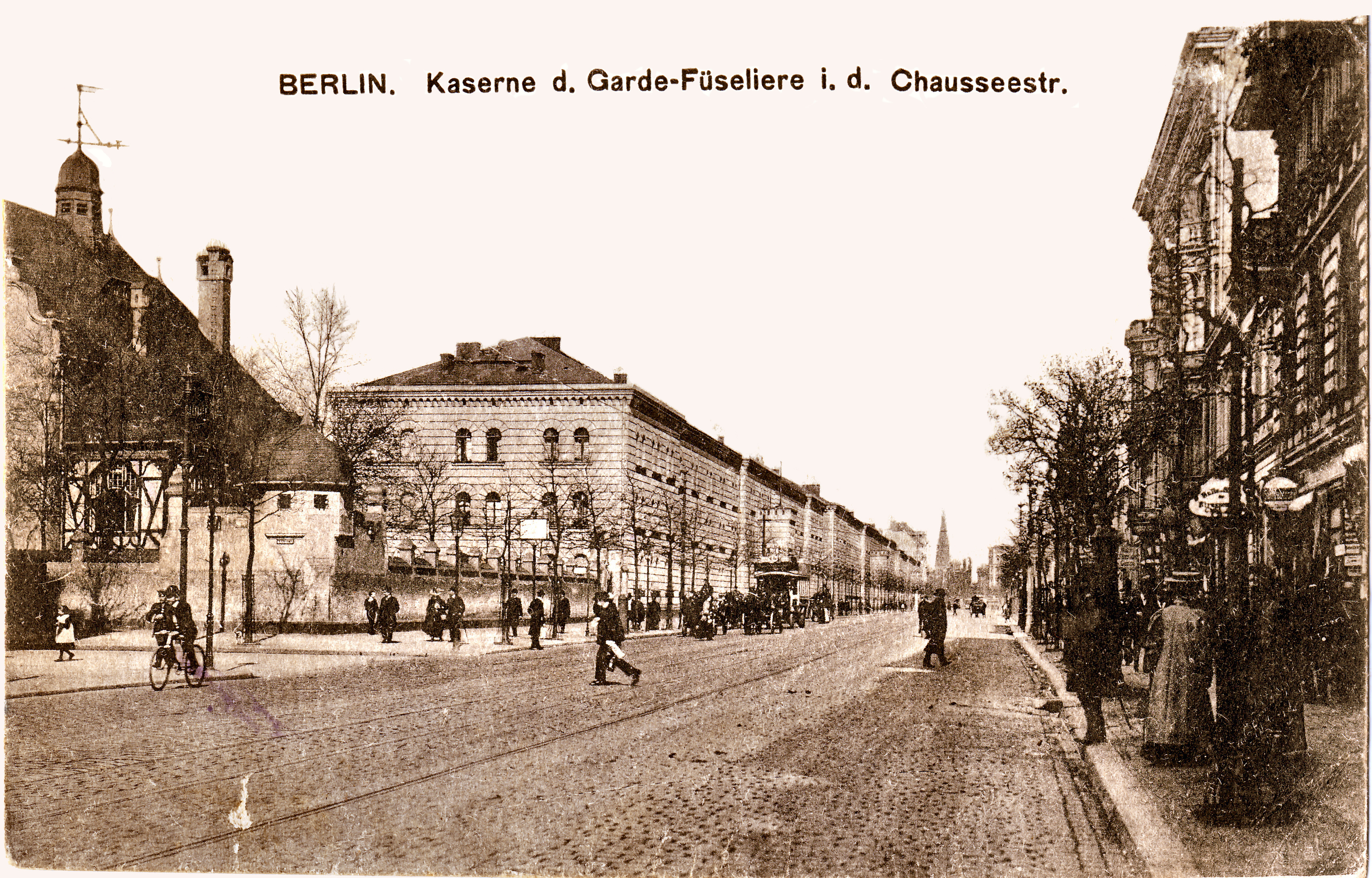
Maikäferkaserne

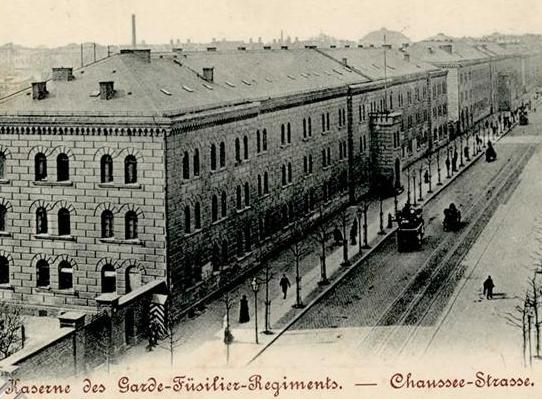
Maikäferkaserne

Von 1851 bis 1918 hatte das Garde-Füsilier-Regiment seine Garnison in der Berliner Oranienburger Vorstadt, Chausseestraße 89–92 und Kesselstraße 1–2. Vor dem Kasernentor stand der Spruch: „Es lebe hoch das Regiment, welches sich mit Stolz Maikäfer nennt.“
Erbaut wurde die Kaserne von 1849 bis 1851 unter Einbeziehung der Überreste des Offizierskasinos der in der Nacht des 18. März 1848 abgebrannten Artillerie-Wagenhäuser als „Kaserne vor dem Oranienburger Tor“. Die drei an der Chausseestraße stehenden hintereinander gerückten Gebäude dienten zur Aufnahme je eines Bataillons. In einer eigenartigen Bauweise wurden die Gebäude ohne Korridor gebaut. Vor und hinter jeder Mittelmauer lagen die Mannschaftsstuben mit separaten Treppenzugang. Jede Kompanie hatte einen abgeschlossenen Bereich: große Stuben, die über eine eigene Treppe zu erreichen waren. Die Fassaden zeigten Quaderputz, die Rundbogenfenster waren paarweise gruppiert, über dem Hauptgesims waren die Baukörper mit einem relativ flach geneigten Walmdach gedeckt.
1915 diente Hans Leip beim Garde-Füsilier-Regiment. In der Wachstube der Maikäferkaserne soll er vor der Abfahrt an die Ostfront das Lied „Lili Marleen“ geschrieben haben.
Am 9. November 1918, dem ersten Tag der Novemberrevolution, versuchten Demonstranten ein Kasernentor aufzubrechen. Nachdem es ihnen gelungen war, stürmten sie in den Kasernenhof. Hierbei erschoss ein Offizier den Gastwirt Richard Glatte, den Monteur Franz Schwengler sowie den Werkzeugschlosser und Spartakisten Erich Habersaath.
Nach dem Ersten Weltkrieg wurde die Kaserne von der preußischen Schutzpolizei genutzt, der Exerzierplatz wurde zum Polizeisportplatz bzw. als Polizeistadion ausgebaut. Im Zweiten Weltkrieg wurde die Kaserne mit Ausnahme weniger Nebengebäude zerstört und die Ruinen danach abgerissen. Ab 1950 entstand dort das Walter-Ulbricht-Stadion, im Mai 1951 wurde die an die Kaserne angrenzende „Kesselstraße“ in „Habersaathstraße“ umbenannt.
Ab 2008 entstand auf dem Gelände die neue Zentrale des Bundesnachrichtendienstes (BND).